# Евфимий Малаки
Евфи́мий Мала́ки (греч. Εὐθύμιος Μαλάκης; около 1115, Фивы – после 1204) — религиозный деятель Византии, христианский греческий писатель, митрополит Новых Патр (греч. Νέων Πατρών). 
О Евфимие Малаки известно только из его писем и небольших упоминаний о нём современников. Евфимий Малаки был родственником семьи Торнике, возможно сестра Евфимия была женой дромологофета Димитрия Торнике. Евфимий стал митрополитом Новых Патр после 1166 года. Евфимий был связан с ученым кругом патриаршей школы в Константинополе; друзья и адресаты Евфимия: Евстафий, митрополит Фессалоникийский, и Михаил Хониат, митрополит Афинский. Евфимий является автором речей, посвященных в том числе императору Мануилу I Комнину, это 36 его писем. В них Евфимий прославил  героизм Византийского императора Мануила и его генерала Алексея Контостефаноса; при этом в своих сочинениях он обвинил царских чиновников в карьеризме, в отсутствии патриотизма у некоторых из них, а главу налоговых сборщиков — Варду Евфимий Малаки обвинил в бессердечии. Среди монашества Евфимий стремился укрепить дисциплину.
Евфимий Малаки, используя в основном традиционные ораторские приемы, в ярких деталей описывает императора Мануила: император носит камни на строительство крепости в Дорилее, во время военного похода император спит на соломе, использует щит вместо подушки, оружие вместо одеяла. Жан Даррузес, высказывает мнение о том, что три речи, опубликованные А. И. Пападопуло-Керамевсом под именем близкого друга и родственника Малаки Евфимия Торнике; написаны самим Евфимием Малаки.
Никита Хониат в своей книге «История» сообщает о том, что Евфимий Малаки вместе с Иоанном Киннамом в 1184 году в царском дворце в Лопадие (Лопадионе), в присутствии императора Андроника Комнина, устроили богословский диспут о словах Богочеловека: «Отец мой божий Мене есть» (Ин. 14:28); император, который крайне не любил споры о божественных догматах, с крайним гневом запретил им рассуждать на данную тему; сказав им при этом, что бросит их в реку Риндак, если они не перестанут говорить о Боге.. 